# Coromandel

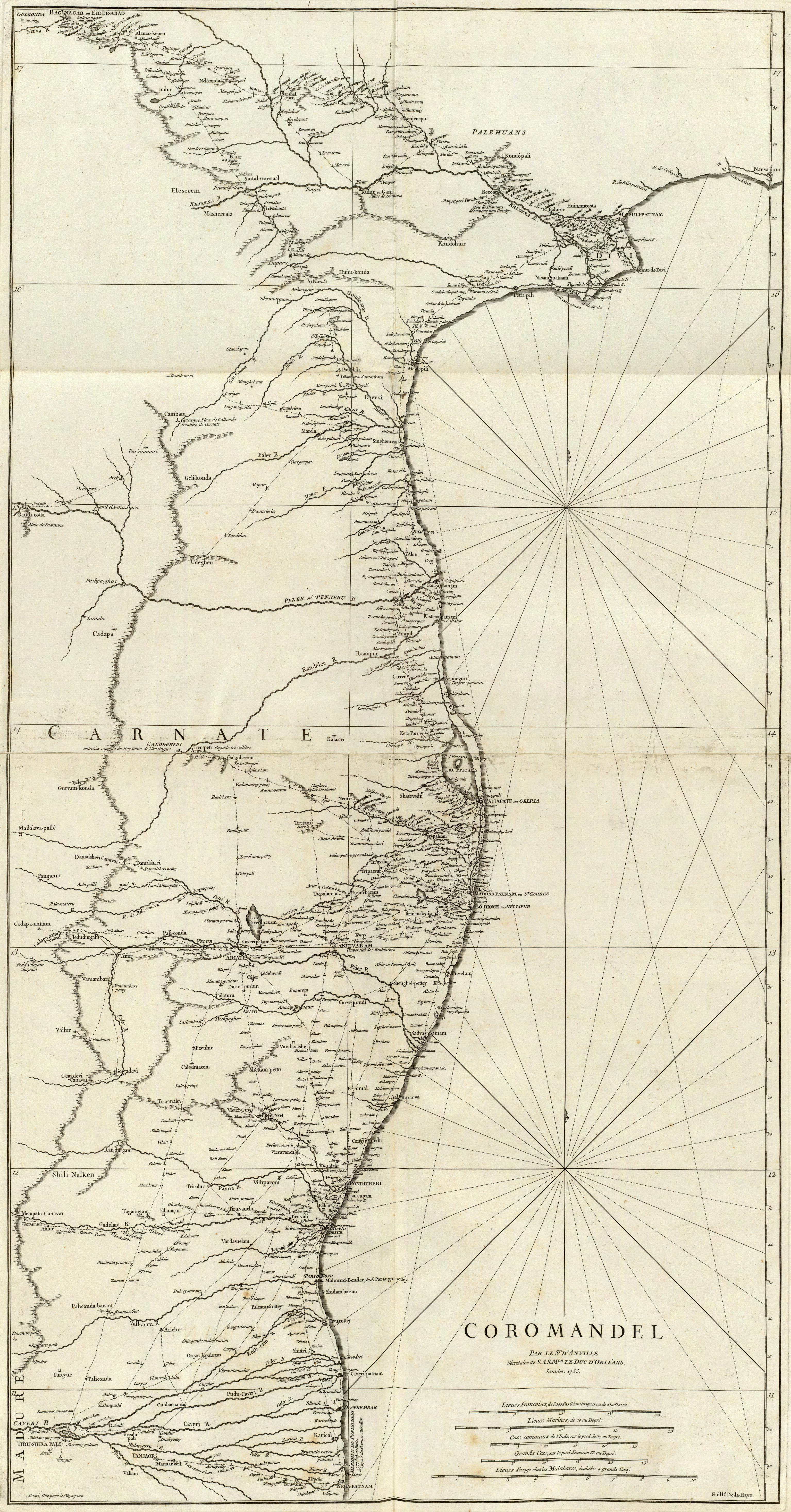
Antic mapa francès de la Costa de Coromandel

Costa de Coromandel (கோரமண்டல் கரை) és el nom que és dona a la costa sud-oriental de l'Índia. Es troba entre el Cap Comorin, l'extrem sud de l'estat de Tamil Nadu i les boques del riu Krixna, a la part meridional de la costa d'Andhra Pradesh. És un nom geogràfic sense connotacions administratives o polítiques.

## Etimologia
El nom prové del tàmil Cholamandalam (சோழ மண்டலம்) en referència a la dinastia Chola que va regnar a la zona. Els antics escriptors natius l'esmentaven amb aquest nom. Segons el Periple de la Mar Eritrea la "Costa Chola" duia un nom derivat del nom Cholamandalam, nom que fou modificat en la cartografia portuguesa i que va donar el nom modern Coromandel. Els àrabs l'anomenaven Mabar.

## Història
Els portuguesos es van establir a la zona entre 1500 i 1530. En aquest darrer any s'havien creat les factories de Nagapattinam, São Tomé de Meliapore i Pulicat. Al segle xvii van arribar els holandesos seguits dels britànics. El 1639 aquestos darrers van obtenir una concessió per construir el froit Saint George, embrió de Madras, i es van establir també a Masulipatnam, mentre els holandesos tenien factories a Pulicat, Sadras i Covelong; els francesos van establir factories al segle xviii a Pondicherry, Karaikal i Nizampatnam, i els danesos a Dansborg a Tharangambadi. Finalment el Raj Britànic va acabar dominant la costa que corresponia aproximadament a la costa oriental de la presidència de Madras sota domini britànic.
La costa de Coromandel fou una de les regions afectades pel tsunami de l'oceà Índic del 26 de desembre de 2004.